# Туран Велізаде
Туран Насімі огли Велізаде (азерб. Vəlizadə Turan Nəsimi oğlu, нар. 1 січня 2001, Джульфа, Азербайджан) — азербайджанський футболіст, півзахисник клубу «Нефтчі» та молодіжної збірної Азербайджану. На правах оренди виступає в клубі «Кешла».

## Клубна кар'єра
Туран Велізаде народився в Нахічевані. У віці трьох років разом з родиною переїхав до Баку. Там і почав займатися футболом в школі столичного клубу «Нефтчі».
У 2011 році Велізаде покинув розташування клубу і продовжив сввої виступи в молодіжних командах турецького клубу «Фенербахче» та азербайджанського «Карабаха». За цей час разом з юнацької командою «Карабах» (U-19) став переможцем молодіжної першості Азербайджану. У сезоні 2017/18 у цій же віковій групі Велізаде отримав приз "Кращий футболіст сезону". Але у 2019 році повернувся до «Нефтчі», з яким підписав професійний трирічний контракт. Через рік для набору ігрової практики відправився в оренду у клуб «Кешла».

## Збірна
Туран Велізаде виступав за юнацькі збірні Азербайджану. Був капітаном збірної (U-19). З 2020 року є гравцем молодіжної збірної Азербайджану.

## Досягнення
Нефтчі
 Срібний призер чемпіонату Азербайджану: 2019/20